# Windows Live OneCare
O Windows Live OneCare foi um serviço de segurança de computador e aprimoramento de desempenho desenvolvido por Microsoft para Windows. Uma tecnologia básica do OneCare foi o RAV multi-plataforma (Antivírus confiável), que a Microsoft comprou de GeCAD Software Srl em 2003, but subsequently discontinued. O software estava disponível como uma assinatura paga anual, que poderia ser usada em até três computadores.Em 18 de novembro de 2008, a Microsoft anunciou que o Windows Live OneCare seria interrompido em 30 de junho de 2009 e, em vez disso, estará oferecendo aos usuários um novo conjunto anti-malware gratuito chamado Microsoft Security Essentials para estar disponível antes disso. No entanto, as definições de vírus e suporte para o OneCare continuariam até uma caducidade expirar. In the end-of-life announcement, Microsoft noted that Windows Live OneCare would not be upgraded to work with Windows 7 and would also not work in Windows XP Mode.

## História
A Microsoft construiu o Windows Live OneCare como parte do conjunto de serviços Windows Live. Foi primeiramente lançado numa fase beta no verão de 2005 apenas para um grupo restrito de utilizadores. Algum tempo depois foi lançada uma beta pública, e a 31 de Maio de 2006 foi oficialmente lançado nas lojas apropriadas dos Estados Unidos da América.

## Funcionalidades
O Windows Live OneCare possui o seu próprio antivírus, firewall, ferramenta de backup, ferramenta que executa diversas tarefas de manutenção do computador e o Windows Defender para protecção de malware. Está prevista a inclusão de uma ferramenta para limpar registros no programa.
Este serviço é construído para ser acessível e tem como público alvo os principiantes. Também possui uma interface mínima para melhor navegabilidade. Adiciona um ícone à barra de notificações que indica ao utilizador o estado do sistema a qualquer altura. Existem três níveis de alerta: um verde (bom), um amarelo (problema de pouca importância) e um vermelho (grande problema).

### Proteção
Consiste na componente de segurança do programa e é dividida em três partes:
- Firewall bidireccional que bloqueia tanto o tráfego que entra como o tráfego que sai, ao contrário da firewall incorporada no Windows XP Service Pack 2 que apenas bloqueia o tráfego que entra. A firewall do Windows Live OneCare oferece protecção contra trojans ou outros vírus que estejam a correr no computador do utilizador.
- Ferramenta que usa ficheiros de definições de antivírus que são regularmente actualizados.
- Ferramenta antispyware que utiliza o Windows Defender como base. O programa pode ser monitorizado e aberto a partir do Windows Live OneCare, mas não está totalmente integrado na interface.

### Desempenho
Existe uma componente que executa diversas tarefas de manutenção do computador todos os meses, como:
- Limpeza do disco
- Desfragmentador do disco
- Análise completa de vírus utilizando uma componente antivírus do programa
- Verificação da existência de actualizações através do serviço Windows Update
- Notificação do utilizador se existem ficheiros a precisar de backup

### Backup
Existe também uma componente que ajuda a fazer o backup de ficheiros importantes, que podem ser gravados em discos externos, CDs ou até mesmo em DVDs. Quando se procede ao restauro dos ficheiros, estes podem ser também restaurados para um computador em rede, desde que também ele tenha o Windows Live OneCare instalado.

## Ver Também
- Windows Live
- Microsoft Security Essentials